# Kemnath

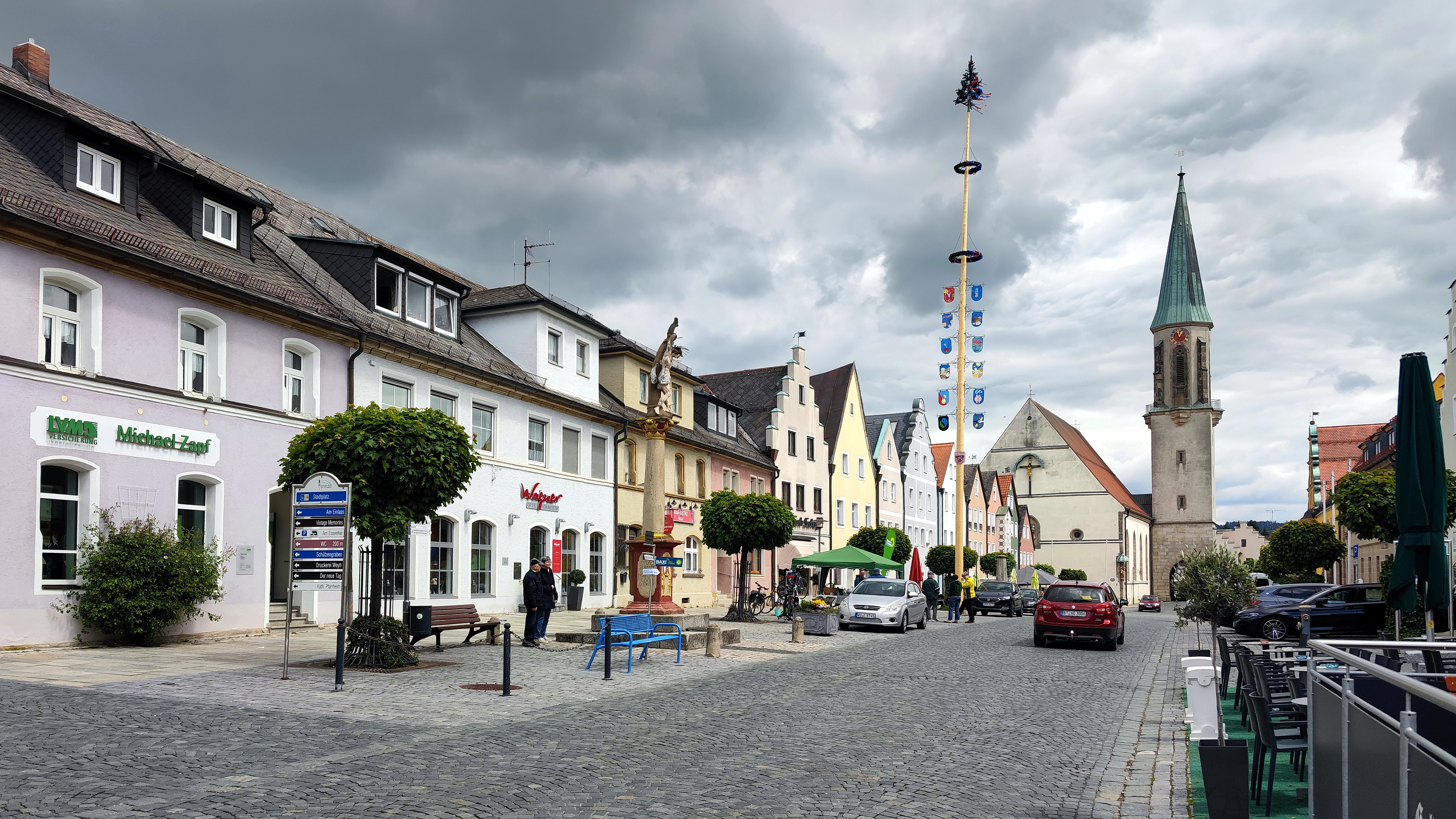
Stadtplatz mit der Pfarrkirche Mariä Himmelfahrt

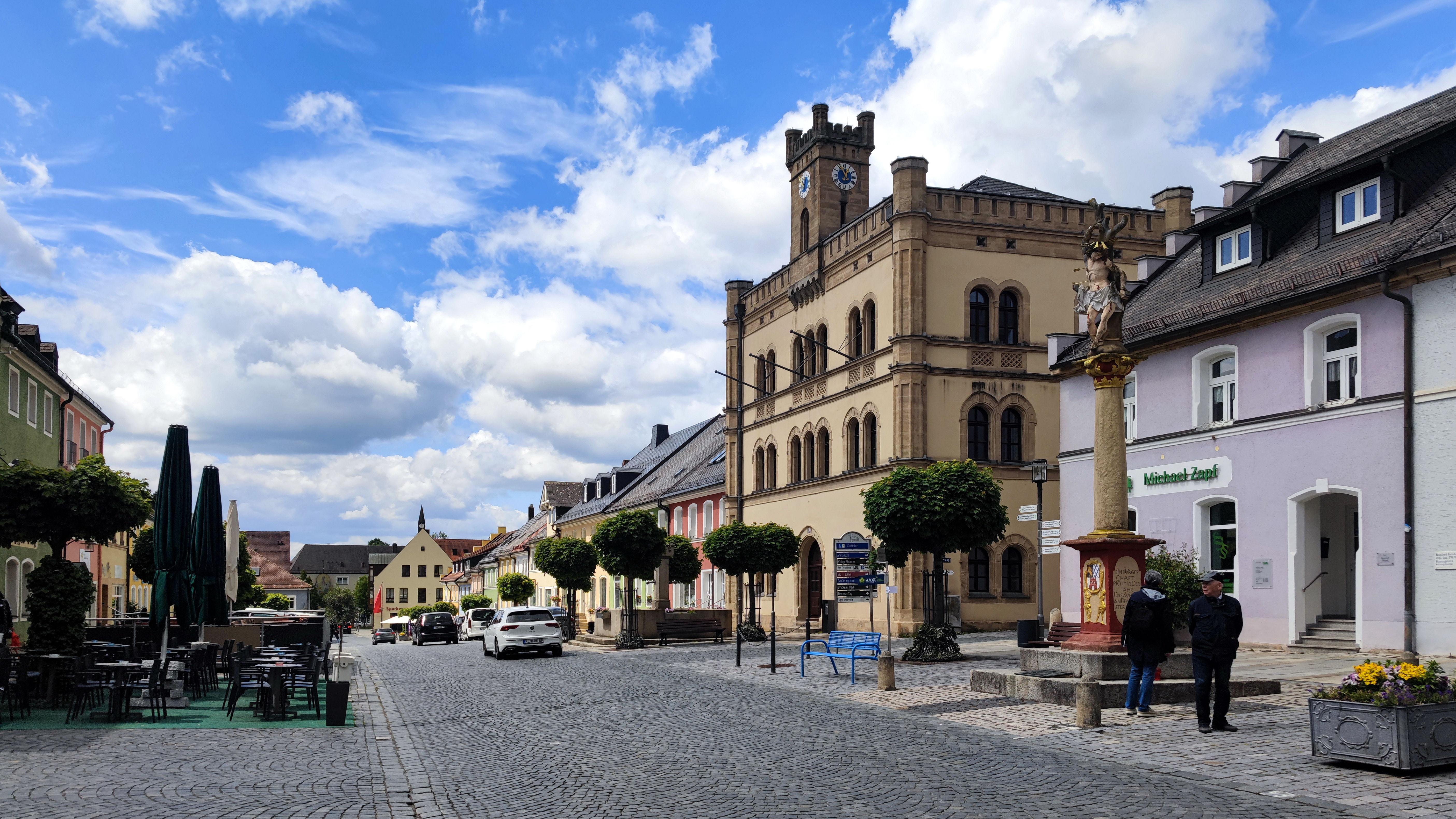
Stadtplatz mit altem Rathaus

Kemnath (bairisch: Kemmat) ist eine Stadt im Oberpfälzer Landkreis Tirschenreuth und der Sitz der Verwaltungsgemeinschaft Kemnath. Die Stadt gilt als das wirtschaftliche und kulturelle Zentrum des westlichen Landkreises Tirschenreuth.

## Geografie

### Geografische Lage
Das Gebiet der Stadt Kemnath liegt am westlichen Fuß des Steinwaldes. In der Umgebung befinden sich zwei Naturparks: der Naturpark Fichtelgebirge und der Naturpark Steinwald. Das Kemnather Land prägen Vulkankegel, wie beispielsweise der Armesberg oder der Rauhe Kulm sowie Teichketten. Ein kleiner Ostzipfel des Stadtgebietes wird von der Fichtelnaab durchflossen, weit überwiegend entwässert es aber zur Haidenaab, die einen Südzipfel durchquert.

### Gemeindegliederung
Es gibt 39 Gemeindeteile (in Klammern ist der Siedlungstyp angegeben):
- Albenreuth (Weiler)
- Anzenberg (Weiler)
- Atzmannsberg (Dorf)
- Beringersreuth (Weiler)
- Berndorf (Dorf)
- Bingarten (Weiler)
- Bleyer (Einöde)
- Eisersdorf (Dorf)
- Fortschau (Dorf)
- Gmündmühle (Einöde)
- Godas (Dorf)
- Guttenberg (Dorf)
- Hahneneggaten (Einöde)
- Haunritz (Weiler)
- Höflas (Dorf)
- Hopfau (Dorf)
- Kaibitz (Dorf)
- Kemnath (Hauptort)
- Köglitz (Dorf)
- Kötzersdorf (Dorf)
- Kuchenreuth (Dorf)
- Lettenmühle (Einöde)
- Lichtenhof (Einöde)
- Lindenhof (Einöde)
- Löschwitz (Dorf)
- Neusteinreuth (Dorf)
- Neuwirthshaus (Weiler)
- Oberndorf (Kirchdorf)
- Oberneumühle (Einöde)
- Pinzenhof (Weiler)
- Reisach (Weiler)
- Rosenbühl (Weiler)
- Schlackenhof (Dorf)
- Schönreuth (Kirchdorf)
- Schwabeneggaten (Einöde)
- Schweißenreuth (Dorf)
- Tiefenbach (Einöde)
- Waldeck (ehemaliger Markt)
- Zwergau (Dorf)

Es gibt die Gemarkungen Atzmannsberg, Berndorf, Eisersdorf, Fortschau, Guttenberg, Höflas, Kaibitz, Kemnath, Kötzersdorf, Löschwitz, Schlackenhof, Schönreuth, Waldeck und Zwergau.

### Nachbargemeinden
| Immenreuth       | Kulmain                                     | Pullenreuth |
| Speichersdorf    | Kompassrose, die auf Nachbargemeinden zeigt | Erbendorf   |
| Neustadt am Kulm | Kastl                                       | Trabitz     |

## Geschichte
Der Ortsname leitet sich von dem Wort Keminatha ab, welches eine alte Bezeichnung für ein beheiztes Zimmer in einer mittelalterlichen Burg oder Herberge ist. In der Tat befand sich vom neunten bis ins dreizehnte Jahrhundert ein von den Franken gegründeter Herrschaftssitz nordwestlich der heutigen Stadt. In der Nachbarschaft dieser Burg gab es eine Herberge für Kauf- und Fuhrleute.

### Bis zum 19. Jahrhundert
Die Vorläufersiedlung wurde am 6. Juli 1009 erstmals urkundlich erwähnt. König Heinrich II. schenkte an jenem Tag in Frankfurt Keminatha dem von ihm 1007 neu gegründeten Bistum Bamberg.
Die Siedlung wurde im 13. Jahrhundert, vermutlich von den Landgrafen von Leuchtenberg, als Marktort angelegt. 1283 wurde der Ort an Herzog Ludwig II. von Bayern verkauft und fiel 1329 durch den Hausvertrag von Pavia an die pfälzischen Wittelsbacher. Als einziger Ort des damaligen Landrichteramts Waldeck-Kemnath erhielt Kemnath zwischen 1354 und 1375 das Stadtrecht.
Die spätgotische Stadtpfarrkirche Maria Himmelfahrt wurde 1448 erbaut. Damals und später in der Barockzeit war die Kommune ein regional bedeutendes Kunsthandwerkszentrum mit Malern, Kunstschreinern, Bildhauern und Goldschmieden. Zwischen 1623 und 1628 kam der Landstrich wieder unter die Herrschaft der bayerischen Wittelsbacher. Von 1689 bis 1801 war das nahe Armaturenwerk Fortschau die einzige größere Fabrikationsstätte für Handfeuerwaffen der bayerischen Armee.
Die Stadtmauer bestand aus einem doppelten Mauerring mit Türmen und zwei Vorwerken mit Zugbrücken. Ab 1803 wurde der Wassergraben um die Stadt trockengelegt, die Wehranlagen wurden weitgehend abgerissen. Reste der alten Stadtmauer blieben aber erhalten. Der Stadtkern ist gepflastert und hat ein typisches mittelalterliches Aussehen: schmale Gassen, schmale, aber hohe Häuser.
1803 wurde im Verlauf der Verwaltungsneugliederung Bayerns das Landgericht Kemnath errichtet. Dieses wurde dem Mainkreis zugeschlagen, dessen Hauptstadt Bamberg war. Das bayerische Urkataster zeigt Kemnath in den 1810er Jahren als eine Stadt mit 258 Herdstellen und drei Kirchen. An der Straße nach „Baireuth“, bei der außerhalb der Stadt gelegenen St. Magdalena, befand sich auch der Gottesacker. Der Stadtweiher hatte damals noch fast die doppelte Wasserfläche und nördlich der Stadt gab es die heute überbauten Hirtenweiher. Der Markgrafweiher bestand noch nicht, dieser ist in der Neuzeit entstanden.  
Die Wiederherstellung der städtischen Selbstverwaltung erfolgte über das Zweite Gemeindeedikt vom 17. Mai 1818.
Am 13. Januar 1848 zerstört ein schwerer Brand fast das gesamte Ortszentrum mit dem Rathaus.
Das Bezirksamt Kemnath (ab 1939 Landkreis) wurde 1862 durch den Zusammenschluss der Landgerichte älterer Ordnung Erbendorf und Kemnath gebildet.

### 20. Jahrhundert

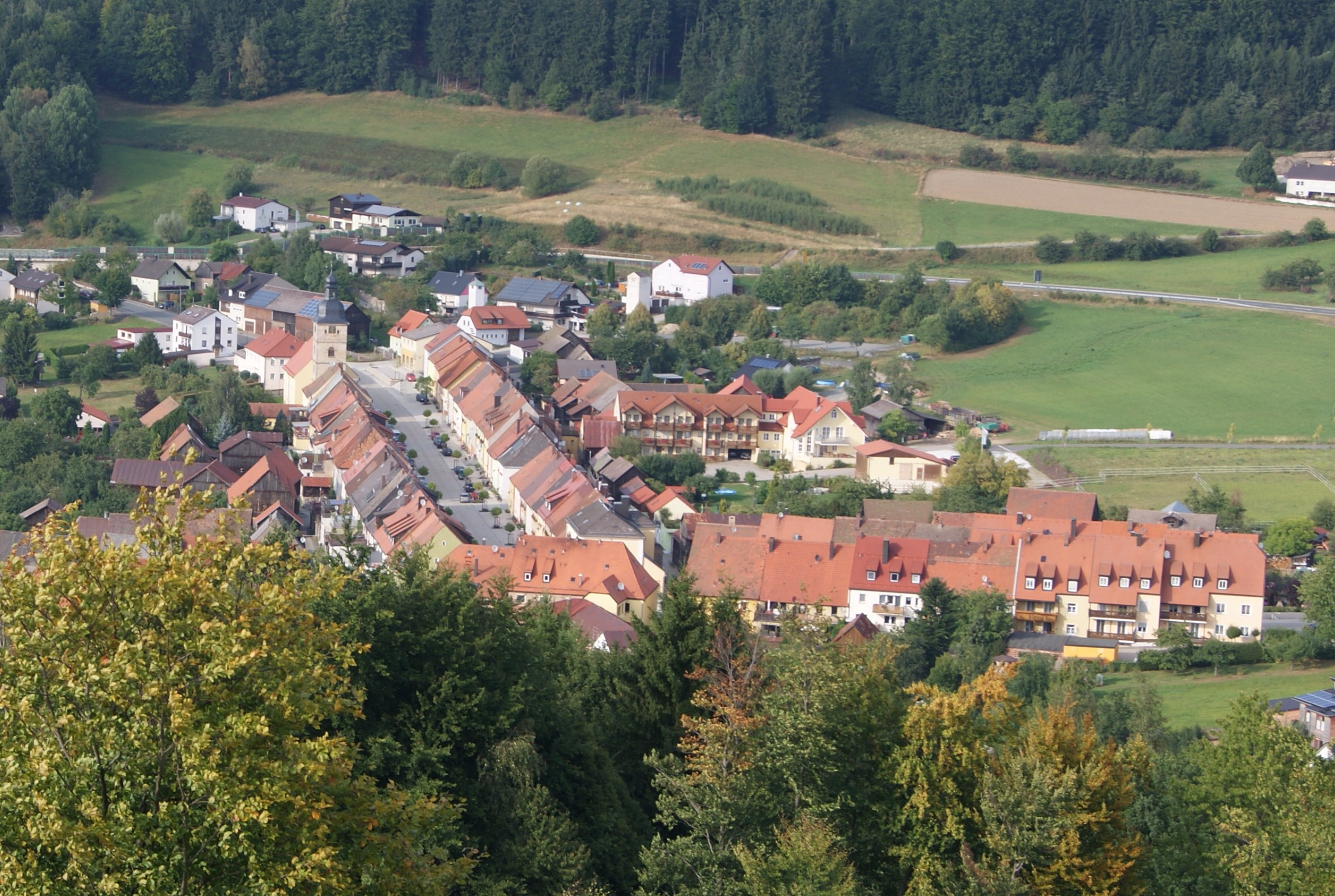
Waldeck

Im Jahr 1945 oder 1946 wurden die bis dahin selbständige Gemeinde Fortschau (mit Kuchenreuth) und Teile der Gemeinden Berndorf und Eisersdorf eingegliedert. Am 1. Januar 1972 kamen Atzmannsberg, Guttenberg, Schönreuth (mit dem am 1. April 1949 eingegliederten Restteil von Eisersdorf) und Zwergau hinzu.
Bis zur Gebietsreform, die am 1. Juli 1972 in Kraft trat, war Kemnath die Kreisstadt des gleichnamigen Landkreises. Am 1. Januar 1975 kam Kötzersdorf hinzu. Höflas (mit dem 1945/46 eingegliederten übrigen Teil von Berndorf) sowie Gebietsteile der aufgelösten Gemeinden Hessenreuth und Löschwitz (mit dem 1945/46 eingegliederten Kaibitz) kamen am 1. Januar 1978 hinzu. Der Markt Waldeck folgte am 1. Mai 1978.

### Einwohnerentwicklung
Zwischen 1988 und 2018 wuchs die Stadt von 4988 auf 5508 um 520 Einwohner bzw. um 10,4 %.

## Politik

### Stadtrat und Bürgermeister
Nach der Kommunalwahl am 15. März 2020 setzt sich der Stadtrat wie folgt zusammen:
| Partei / Liste                           | Stimmenanteil | Sitze |
| ---------------------------------------- | ------------- | ----- |
| Christlich-Soziale Union in Bayern (CSU) | 30,1 %        | 6     |
| Bündnis 90/Die Grünen (Grüne)            | 15,7 %        | 3     |
| SPD Bayern (SPD)                         | 9,0 %         | 2     |
| Freie Wähler                             | 16,7 %        | 3     |
| Freie Wählergemeinschaft Kemnath-Land    | 16,1 %        | 3     |
| Christliche Landunion (CLU)              | 12,4 %        | 3     |
| Gesamt                                   | 100 %         | 20    |

Erster Bürgermeister ist Roman Schäffler (CSU). Dieser ist ebenfalls Mitglied des Stadtrates.

### Wappen
| Wappen von Kemnath | Blasonierung: „Geteilt und oben gespalten; vorne in Schwarz ein rot gekrönter und rot bewehrter goldener Löwe, hinten die bayerischen Rauten; unten in Silber ein rotes Haus mit geschlossenem silbernem Tor.“ |
| Wappen von Kemnath | Wappenbegründung: Der pfälzische Löwe und die bayerischen Rauten verweisen auf die wittelsbachische Ortsherrschaft seit 1283. Das rote Haus im unteren Feld redet als Kemenate für den Ortsnamen. Kemnath wird 1283 erstmals als Markt, ab 1368 als Stadt bezeichnet. Das älteste Siegel, das in Abdrucken seit 1359 bekannt ist, zeigt im Schild nur eine Kemenate, ein kleines Häuschen oder Burggemach mit Kamin (caminata). Dieses Motiv hielten die kleineren Siegel bis zum 18. Jahrhundert bei. Um 1430 wurde ein größeres Stadtsiegel unter Hinzufügung der Symbole der Wittelsbacher geschaffen. In älteren Wappendarstellungen ist die Kemenate mit Zinnen bekrönt. Seit 1937 sind Dienstsiegel und Stadtwappen in der heutigen Gestaltung in Gebrauch. |

### Partnerschaften
- Nepomuk, Tschechien (seit 2008)
- Zagorje ob Savi, Slowenien (seit 2008)
- 709th Military Police Battalion (seit 2010)

## Kultur und Sehenswürdigkeiten

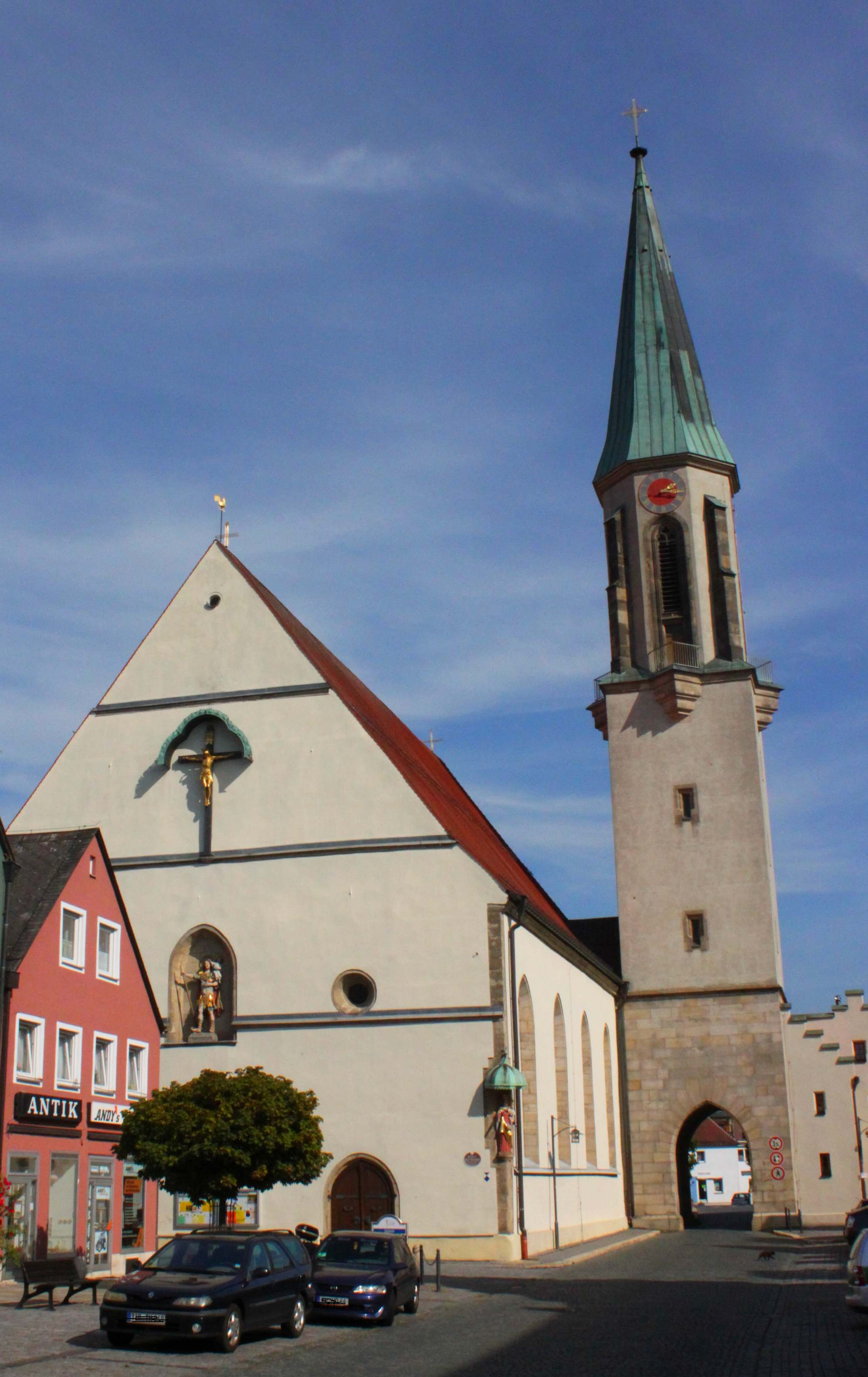
Pfarrkirche Mariä Himmelfahrt

### Bauwerke
- Die Pfarrkirche Mariä Himmelfahrt wurde 1448 als dreischiffige, spätgotische Hallenkirche erbaut. Die Innenausstattung ist barock. Im Altartisch des Hochaltars befindet sich das gefasste Skelett des Katakombenheiligen Primianus. Der Kirchturm (aus dem 19. Jahrhundert) mit einer torartigen Durchfahrt bildet den östlichen Abschluss des Stadtplatzes.
- Das Gebäude des Amtsgerichts von 1858 (ehemaliges Rathaus) mit italienisch anmutender Fassade.
- Die Sebastiansäule aus dem Jahr 1714.
- Schloss Hopfau
- Kommunbrauhaus (Kemnath)

Im Gemeindeteil Waldeck sind die barocke katholische Pfarrkirche St. Johannes Nepomuk und die Ruinen der Burg Waldeck sehenswert.

### Museen
In der Alten Fronveste befindet sich das Heimat- und Handfeuerwaffenmuseum Kemnath. Neben vorgeschichtlichen Funden aus dem Kemnather Raum wird eine Wehrkundliche Sammlung gezeigt. Diese erinnert an die erste bayerische Gewehrmanufaktur, die von 1689 bis 1801 in Fortschau bei Kemnath bestand.

### Regelmäßige Veranstaltungen
Bereits im 18. Jahrhundert wurden Passionsspiele in Kemnath aufgeführt. Diese wurden jedoch 1770, wie auch die Oberammergauer Passionsspiele  per Erlass der kurfürstlich bayerischen Regierung verboten. Im Jahre 1983 wurde die Passionsspieltradition aus Anlass der 975-Jahr-Feier der Stadt wieder aufgenommen. Grundlage für das modernisierte Spiel ist eine Fassung des Jahres 1731 aus dem Bischöflichen Zentralarchiv Regensburg. Seit 1983 wird die Kemnather Passion wieder alle fünf Jahre in der Karwoche aufgeführt.
Seit 1990 findet in Kemnath regelmäßig ein überregionales Oldtimertreffen und ein Markt für Oldtimerersatzteile und Zubehör auf dem Schulgelände statt. Die Teilnehmer des Treffens und die Markthändler kommen aus ganz Deutschland und der tschechischen Republik. Fester Termin beider Veranstaltungen mit oft weit über 200 Oldtimerfahrzeugen ist jeweils der letzte Samstag im August.

## Wirtschaft und Infrastruktur
Hauptarbeitgeber ist ein Werk von Siemens Healthcare mit ca. 1000 Beschäftigten. Außerdem befinden sich in Kemnath die Großmetzgerei Ponnath,  ein Logistikzentrum des Unternehmens Simon Hegele und ein Produktionsbetrieb der Bayernland Molkereien.

### Öffentliche Einrichtungen
Kliniken Nordoberpfalz AG, Krankenhaus Kemnath; Dienststelle des Amtes für Ernährung, Landwirtschaft und Forsten Tirschenreuth, ein Dienstort des Zentrums Bayern Familie und Soziales Region Oberfranken

### Bildung
Kemnath hat eine Grund-, eine Mittel- und eine Realschule. Die Realschule Kemnath besuchen etwa 800 Schüler und Schülerinnen. Die Grundschule Kemnath und Mittelschule Kemnath besuchen derzeit etwa 400 Schüler und Schülerinnen.

### Verkehr
Kemnath hat mehrere Anschlussstellen an die Bundesstraße 22 Bayreuth – Weiden und somit eine gute Anbindung an die Bundesautobahnen 9 und 93.
Kemnath bietet 1200 kostenlose Parkplätze im Stadtgebiet an. In der weitgehend intakten Altstadt können alle Verkehrsteilnehmer mit einer Höchstdauer von einer Stunde parken.
Der Bahnhof Kemnath-Neustadt der Bahnstrecke Weiden–Bayreuth befindet sich ca. fünf Kilometer vom Stadtzentrum entfernt im Ortsteil Reisach an der Staatsstraße nach Eschenbach. Von dort bestehen werktags stündlich Verbindungen nach Bayreuth und Weiden, mit Anschlüssen in Weiden in Richtung München, Regensburg und in Kirchenlaibach in Richtung Nürnberg und Hof, sowie in Richtung Würzburg, Lichtenfels, Saalfeld und Dresden.
Am Wochenende bestehen zwar zweistündige Verbindungen; zum Bahnhof gibt es allerdings seit Anfang 2011 keinen regelmäßigen Busverkehr mehr.

## Persönlichkeiten

### Söhne der Stadt
- Paul Wann (1419–1489), Theologieprofessor in Wien
- Matthias Widmann, bekannt als „Matthias von Kemnat“ (um 1430–1476), Geschichtsschreiber und kurfürstlicher Hofkaplan zu Heidelberg
- Johannes Tolhopf (ca. 1450–1503), Rektor an der Universität Ingolstadt und Domherr zu Regensburg
- Wolfgang Schmeltzl (1500/1505–1564), Pfarrer, Musiker, Chronist und Schuldramatiker
- Friedrich Casimir (Ortenburg) (1591–1658), Reichsgraf von Ortenburg
- Heinrich VIII. von Ortenburg (1594–1622), Adliger
- Georgius Hornius (1620–1670), Professor und Geschichtsschreiber an der Universität Leiden
- Alexander Pellhammer (1695–1761), Zisterzienser und Abt des Klosters Fürstenfeld
- Johann Baptist Kastner (1775–1841), römisch-katholischer Theologe und Geistlicher, geboren in Lindenhof, war kurzzeitig Geistlicher am Ort
- Johann Baptist Weyh (1806–1886), Lehrer und Sprachwissenschaftler
- Georg von Wolfram (1851–1923), Bürgermeister der Stadt Augsburg von 1900 bis 1919
- Anton von Rieppel (1852–1926), Statiker, Flugzeugbauer, Maschinenbauer und Industrieller
- Hans von Koessler (1853–1926), Komponist und Professor an der Musikakademie Budapest
- Philipp Karl (1884–1958), Politiker (CSU)
- Kaspar Ludwig Merkl (1885–1967), Apotheker, Autor und Maler in Haag in Oberbayern
- Heinz Underberg (1912–1968), Volkssänger
- Bruno Ponnath (1931–2018), Politiker (CSU)
- Rudolf Pscherer (* 1949), Kirchenmusiker und Komponist
- Stephan Götzl (* 1960), Manager
- Reinhold Bartmann (* 1961), römisch-katholischer Geistlicher, Leiter des Katholischen Militärbischofsamtes
- Axel Heinz (* 1987), Schachspieler
- Christian Doleschal (* 1988), Rechtsanwalt und Politiker (CSU)

### Persönlichkeiten, die in der Stadt gewirkt haben
- Paul Zeidler (1548–1627), Humanist und Schulmeister in Kemnath ab 1585
- Christof Nickl (1886–1967), Politiker der CSU, amtierte 1948/49 als Landrat des Kreises Kemnath, Mitglied des Deutschen Bundestags (1949–1953)
- Edi Ganssmüller (1923–2023), Unternehmer und ab 2003 Kemnather Ehrenbürger